# بسكنتا
بسكنتا هي إحدى القرى اللبنانية من قرى قضاء المتن في محافظة جبل لبنان.
إحدى أهمّ البلدات الجبلية في قضاء المتن من حيث الغنى الطبيعي والخصوبة والتنوّع الجغرافي، والمساحة وعدد السكان، والعراقة التاريخية على مدى الأجيال وما خلّفته من آثار، والمستوى العلمي لأبنائها. يتراوح ارتفاعها عن سطح البحر بين 2655م. عند قمّة صنّين و1000م في أسفل وادي الجماجم، وبينهما 1660م عند قناة باكيش و1676م عن نبع صنّين و1400م في وسط البلدة. يفصل بسكنتا عن العاصمة بيروت مسافة 40 كم عبر بكفيّا-بتغرين ويمكن الوصول إليها عن طريق كسروان-كفردبيان-بقعتونا-كفرتيه. ينمو في أحراج جميع أنواع الشجر البري اللبنانيّ الجبليّ باستثناء الأرز الذي قضت عليه فؤوس الفينيقيين ومَنْ خلفهم. أمّا زراعاتها تتنوع بين مختلف المثمرات من تفّاح وإجاص وخوخ وكرز وكرمة وجوز وصنوبر وبعض الزيتون والتين ووبين مختلف أنواع الخضار والحبوب. إنّ البقايا الأثرية المتناثرة على أرضها تؤكّد على أنّها قد عرفت أنشطة بشريّة منذ العصور الحجريّة مروراً بالعهود الكنعانيّة الفينيقيّة حتّى اليوم من دون انقطاع سوى في مرحلة تهجير قصيرة نسبياً قام بها المماليك سنة 1305، فاستمرّت المنطقة خالية من السكّان حتّى الغزو العثمانيّ سنة 1516. أمّا أهمّ مرحلة عرفتها بسكنتا في تاريخها القديم كانت في عصر المقدّمين الموارنة الذين اتّخذوا منها موقعاً أساسياً لسكنهم وتحصيناتهم.

## أعلام
- جورج حبيقة
- فؤاد أبو ناضر
- ميخائيل نعيمة
- جورج عبد الله غانم